# Опел (Вірджинія)
Опел (англ. Opal) — переписна місцевість (CDP) в США, в окрузі Фокір штату Вірджинія. Населення — 678 осіб (2020).

## Географія
Опел розташований за координатами 38°36′57″ пн. ш. 77°48′33″ зх. д. / 38.61583° пн. ш. 77.80917° зх. д. (38.615905, -77.809057).  За даними Бюро перепису населення США в 2010 році переписна місцевість мала площу 8,19 км², з яких 8,12 км² — суходіл та 0,07 км² — водойми.

## Демографія
Згідно з переписом 2010 року, у переписній місцевості мешкала 691 особа в 218 домогосподарствах у складі 185 родин. Густота населення становила 84 особи/км².  Було 232 помешкання (28/км²).
Расовий склад населення:
| - 83,2 % — білих - 8,2 % — чорних або афроамериканців - 1,4 % — азіатів - 0,3 % — корінних американців - 0,1 % — вихідців з тихоокеанських островів - 3,9 % — осіб інших рас |

До двох чи більше рас належало 2,7 %. Частка іспаномовних становила 7,7 % від усіх жителів.
За віковим діапазоном населення розподілялося таким чином: 33,0 % — особи молодші 18 років, 61,1 % — особи у віці 18—64 років, 5,9 % — особи у віці 65 років та старші. Медіана віку мешканця становила 34,9 року. На 100 осіб жіночої статі у переписній місцевості припадало 92,5 чоловіків;  на 100 жінок у віці від 18 років та старших — 95,4 чоловіків також старших 18 років.
Середній дохід на одне домашнє господарство  становив 89 662 долари США (медіана — 82 727), а середній дохід на одну сім'ю — 99 803 долари (медіана — 96 964). 
Цивільне працевлаштоване населення становило 339 осіб. Основні галузі зайнятості: науковці, спеціалісти, менеджери — 32,2 %, освіта, охорона здоров'я та соціальна допомога — 25,4 %, фінанси, страхування та нерухомість — 10,3 %, публічна адміністрація — 9,1 %.